# Ями (Білоцерківський район)
Я́ми —  село в Україні, у Сквирській міській громаді Білоцерківського району Київської області. Населення становить 49 осіб.

## Географія
Село розташоване на лівому березі річки Домантівки, правої притоки Сквирки.

## Населення

### Мова
Розподіл населення за рідною мовою за даними перепису 2001 року:
| Мова       | Кількість | Відсоток |
| ---------- | --------- | -------- |
| українська | 46        | 93.88%   |
| російська  | 3         | 6.12%    |
| Усього     | 49        | 100%     |

| Україна | Це незавершена стаття з географії України. Ви можете допомогти проєкту, виправивши або дописавши її. |

1. ↑  Рідні мови в об'єднаних територіальних громадах України — Український центр суспільних даних